# 고광나무
고광나무(Philadelphus schrenkii)는 한국·일본·중국 둥베이 지역에 분포하며 주로 산골짜기에서 자란다. 높이는 2-4m이고 작은가지에 털이 조금 있으며 2년생 가지는 회색이고 껍질이 벗겨진다. 잎은 마주나고 난형 또는 타원형으로 양쪽끝이 뾰족하며 뚜렷하지 않은 톱니가 있다. 잎표면은 녹색이고 털이 거의 없으나 뒷면은 연한 녹색으로 맥 위에 잔털이 있다. 4-5월에 잎겨드랑이나 꼭대기에 백색 꽃이 총상꽃차례로 달리는데 잔털이 있으며 5-7개가 달린다. 꽃받침은 안쪽 끝에 잔털이 있으며 꽃잎은 둥글다. 암술대는 4개이고 열매는 삭과로 둥글며 9월에 익는다. 목재는 관상용으로 쓰고 어린잎은 식용한다.

## 한국의 아종
- 고광나무 Philadelphus schrenkii Rupr. var. schrenkii
- 털고광나무 Philadelphus schrenckii var. jackii Koehne
- 흰털고광나무 Philadelphus schrenkii var. lasiogynus (Nakai) W.T.Lee
- 꼭지고광나무 Philadelphus schrenkii var. mandshuricus (Maxim.) Kitag.